# Chiesa di San Gaetano di Thiene (Siena)
La chiesa di San Gaetano di Thiene si trova a Siena in via dei Pispini (alla confluenza con via dell'Oliviera) e costituisce l'oratorio della Nobile Contrada del Nicchio.

## Storia e descrizione
Fino al 1683 la contrada del Nicchio si riuniva presso i locali della Compagnia laicale di Santo Stefano. Avendo però maturato con la compagnia difficili rapporti di coesistenza, i nicchiaioli sentirono l'esigenza di costruire a loro spese un oratorio di loro proprietà. Acquistarono quindi, nel sito in cui oggi sorge l'oratorio, una casa dai padri del Carmine ed un'altra delle monache domenicane di Vita Eterna, ottenendo anche il permesso dal comune di utilizzare spazi della strada. L'oratorio, sorto in seguito alla demolizione delle case preesistenti, venne intitolato al vincentino San Gaetano di Thiene, da poco canonizzato.
L'oratorio fu edificato tra il 1683 e il 1705 dalla Contrada. Nel 1699 fu terminato l'interno ed iniziata la facciata terminata proprio nel 1705. La semplice ma elegante facciata in mattoni ed intonaco è a due ordini scanditi da lesene con mattoni a vista. Il portale, anch'esso incorniciato con mattoni a vista, è sormontato da una grande nicchia in stucco con al centro la Madonna col Bambino e santi, tavola del primo cinquecento senese probabilmente l'antica Madonna del Forcone che si venerava in un'edicola posta dove sorse poi la chiesa. La finestra posta nel secondo ordine della facciata, anch'essa incorniciata da mattoni a vista, è invece sormontata da un timpano barocco. L'interno si presenta assai piacevole per l'omogeneità dell'arredo e della decorazione pittorica dovuta a Giuseppe Nicola e Apollonio Nasini. Sull'altare maggiore è posta la statua lignea di San Gaetano, intagliata in Val Gardena e decorata dal pittore senese Aldo Marzi (1957).
Alla chiesa è annesso il museo della contrada, con pezzi di oreficeria e maiolica antichi.